# Młyniska (Krynica Morska)
Młyniska (potocznie Siekierki) – część miasta Krynica Morska, w powiecie nowodworskim, w województwie pomorskim na Mierzei Wiślanej i nad Zalewem Wiślanym.

## Informacje ogólne
Przy północnej części Młynisk znajduje się rezerwat przyrody Buki Mierzei Wiślanej.
Około 1,1 km na południowy zachód znajduje się Przebrno.
Około 2 km na północny wschód znajduje się główna część Krynicy Morskiej.

## Historia
Przed 1945 rokiem przysiółek miał niemiecką nazwę Schellmühl.
Do 1990 roku Młyniska były przysiółkiem w gminie Sztutowo.
Od 1991 roku Siekierki administracyjnie leżą w granicach miasta Krynica Morska.